# Ljubomir Puškarić
Ljubomir Puškarić (Zagreb, 3. srpnja 1981.) je hrvatski operni pjevač.

## Životopis
Ljubomir puškarić se rodio u Zagrebu 3. srpnja 1981. gdje završava osnovnu građansku i glazbenu školu. Početak njegove pjevačke karijere je kada pjeva u zboru Bazilike Srca Isusova u Zagrebu te pjevanju kao član zbora Hrvatskog narodnog kazališta u Zagrebu. Kod Darije Hreljanović i Vitomira Marofa pohađa privatne sate pjevanja, u Glazbenoj školi Pavla Markovca u kasi Nataše Šurine završava srednje glazbeno obrazovanje te na Muzičkoj akademiji u Zagrebu diplomira solo pjevanje u klasi Vlatke Oršanić. 
Prvu ulogu dobiva 2006. u zagrebačkom HNK u opreri Nikola Šubić Zrinski kao Ali-Portuk, a u listopadu 2007. dobiva svoju prvu glavnu ulogu kao Figaro u Seviljskom brijaču. Godine 2008. dobiva stipendiju Sveučilišta Indiana u Bloomingtonu gdje 2010. završava naobrazbu u klasi kod Roberta Harrisona nakon čega nastupa na pozornicama i u opernim kućama diljem SAD-a. Krajem 2010. godine se vraća u Zagreb te nastupa na daskama HNK, gdje je od 2015. stalni član opernog amsambla.